# Tymienica Stara
Tymienica Stara (do 31 grudnia 2002 Stara Tymienica) – wieś sołecka w Polsce położona w województwie mazowieckim, w powiecie lipskim, w gminie Chotcza.
W latach 1975–1998 miejscowość administracyjnie należała do województwa radomskiego. 1 stycznia 2003 nastąpiła zmiana nazwy wsi ze Stara Tymienica na Tymienica Stara.
Wierni Kościoła rzymskokatolickiego należą do parafii św. Tekli w Tymienicy.